# Trzygłów, Tỉnh West Pomeranian
Trzygłów [ˈtʂɨɡwuf] (tiếng Đức: Trieglaff) là một ngôi làng thuộc khu hành chính của Gmina Gryfice, thuộc quận Gryfice, West Pomeranian Voivodeship, ở phía tây bắc Ba Lan. Nó nằm khoảng 7 kilômét (4 mi)  phía nam Gryfice và 63 km (39 mi) về phía đông bắc của thủ đô khu vực Szczecin.
Ngôi làng có dân số 670 người.
Trước năm 1637, khu vực này là một phần của Duchy of Pomerania. Đối với lịch sử của khu vực, xem Lịch sử của Pomerania.

## Cư dân đáng chú ý
- Adolf von Thadden (1921 Từ1996), chính trị gia người Đức